# Nytt juridiskt arkiv

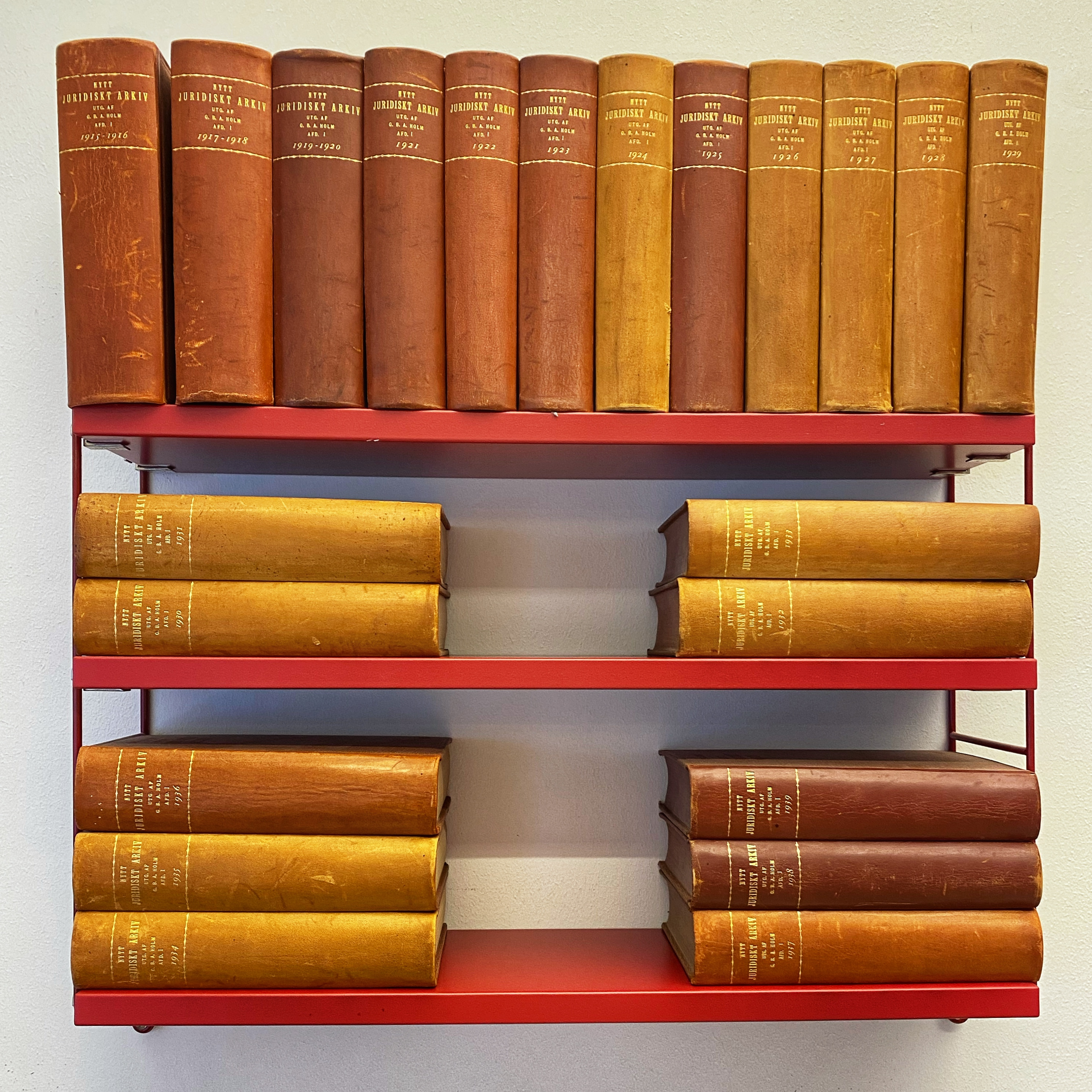
Ett urval av Nytt Juridiskt Arkiv.

Nytt Juridiskt Arkiv (NJA) är en svensk periodisk skrift där bland annat refererat av domar från Högsta domstolen publiceras. Nytt Juridiskt Arkiv är uppdelat i två avdelningar:
Avd. 1, Rättsfall från Högsta domstolen (1874–)
Här lämnas uppgift angående alla domar och utslag meddelade av Högsta domstolen. Utförligare referat ges av sådana mål som kan anses vara av något juridiskt värde, medan beträffande de övriga endast kortare notiser införs, närmast avsedda för domaren och dem i målet intresserade. 
Avd. 2, Tidskrift för lagstiftning (1876–)
Här lämnas redogörelse för nya lagar med utdrag av förarbeten, översikt av de vid riksdagen behandlade lagfrågorna samt uppsatser i juridiska ämnen.
Från början gavs NJA ut av häradshövdingen G.B.A. Holm, och därför används förkortningen ”H” i lagboken för hänvisningar till NJA avdelning 1.

## Lista över utgivare av NJA Avd. 2 på P. A. Norstedt & söners förlag
- 1876–1910: G.B.A. Holm
- 1910–1926: G.B.A. Holm, Hjalmar Westring och Sigfrid Skarstedt
- 1926–1934: G.B.A. Holm, Sigfrid Skarstedt och Axel Edelstam
- 1935–1942: Axel Edelstam och Axel Afzelius
- 1943–1948: Axel Afzelius och Ragnar Gyllenswärd
- 1949–1954: Ragnar Gyllenswärd och Carl Gustaf Hellquist
- 1955–1961: Ragnar Gyllenswärd och Nils Regner
- 1962–1977: Nils Regner
- 1977–1988: Arne Brunnberg
- 1989–1990: Leif Brundin

## Lista över utgivare av NJA Avd 2. på Norstedts juridik (Wolters Kluwer fr.o.m oktober 2015)
- 1991–1994: Leif Brundin
- 1995–2007: Lars K. Beckman
- 2008–    : Lars Dahllöf